# Maria Kaczurbina

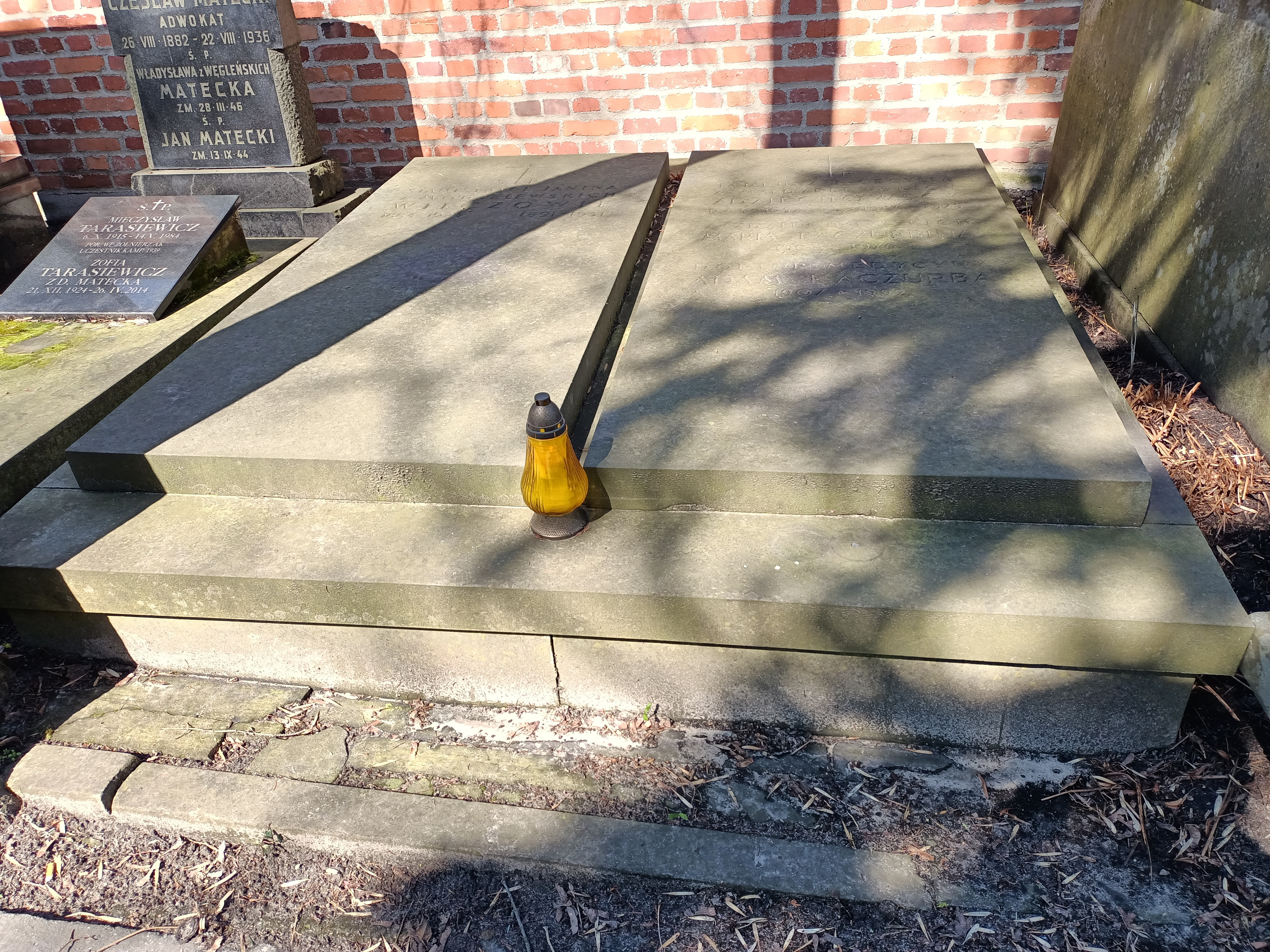
Grób Marii Kaczurbiny na Cmentarzu Powązkowskim w Warszawie

Maria Kaczurbina (ur. 30 lipca 1908 w Warszawie, zm. 15 marca 1976 tamże) – polska kompozytorka i pedagog; współautorka elementarza muzycznego.

## Życiorys
W latach 1927–1930 studiowała na wydziale nauczycielskim Konserwatorium Muzycznego w Warszawie w klasie Stanisława Kazury. W 1929 rozpoczęła nauczanie muzyki, m.in. w Eksperymentalnej Dziecięcej Szkole Ćwiczeń przy warszawskim konserwatorium oraz pierwszej w Polsce Niższej Szkole Muzycznej. Od 1948 współpracowała z Polskim Radiem przy tworzeniu audycji umuzykalniających. W latach 1948–1951 oraz 1955–1958 była nauczycielką w stołecznych szkołach muzycznych I i II stopnia.
Kaczurbina związana była z polskim szkolnictwem muzycznym niższego stopnia od początku jego istnienia, m.in. jako autorka programów metodyki nauczania. Znana jest jako twórczyni, wspólnie z Lechem Miklaszewskim, pionierskiego elementarza pt. Nasze pierwsze nutki wydanego w Krakowie w 1959. Jako kompozytorka napisała około 150 piosenek dla dzieci, które odpowiadały ich percepcji oraz możliwościom wykonawczym (m.in. wydany w 1951 cykl pt. Jestem zuch stworzony wspólnie z innymi kompozytorami do słów Heleny Kołaczkowskiej). Zajmowała się również etnografią, wydając – wspólnie z Jadwigą Grzegorzewską – opracowania polskich opowiadań, piosenek i zabaw dziecięcych.
Spoczywa na cmentarzu Powązkowskim w Warszawie (pod murem ul. Tatarskiej, grób 23/24).

## Wybrane podręczniki
Opracowano na podstawie materiału źródłowego:
- 1959: Nasze pierwsze nutki
- 1959: Podręcznik metodyczny do elementarza muzycznego „Nasze pierwsze nutki”
- 1965: Szósta klasa śpiewa
- 1970: Wesołe nutki i piosenki
- 1972: Wskazówki metodyczne do wychowania muzycznego w klasie V szkoły podstawowej